# 田子浦村
田子浦村（たごのうらむら）は静岡県の東部、富士郡に属していた村である。現在の富士市南西部、おおむね東海道本線以南、潤井川以西にあたる。

## 地理
- 河川：富士川、潤井川

## 歴史
- 1889年（明治22年）4月1日 - 町村制の施行により、柳島村、前田村、鮫島村、田子村、中丸村、川成島村、宮島村、五貫島村［大部分］、富士川新田［大部分］が合併して発足。
- 1954年（昭和29年）3月31日 - 富士町、岩松村と合併して富士市が発足。同日田子浦村廃止。

## 交通

### 鉄道路線
現在は東海道新幹線新富士駅が所在するが、当時は未開業。なお、東海道本線東田子の浦駅は当村には所在していない。

### 道路
- 国道1号（東海道）